# Toughbook

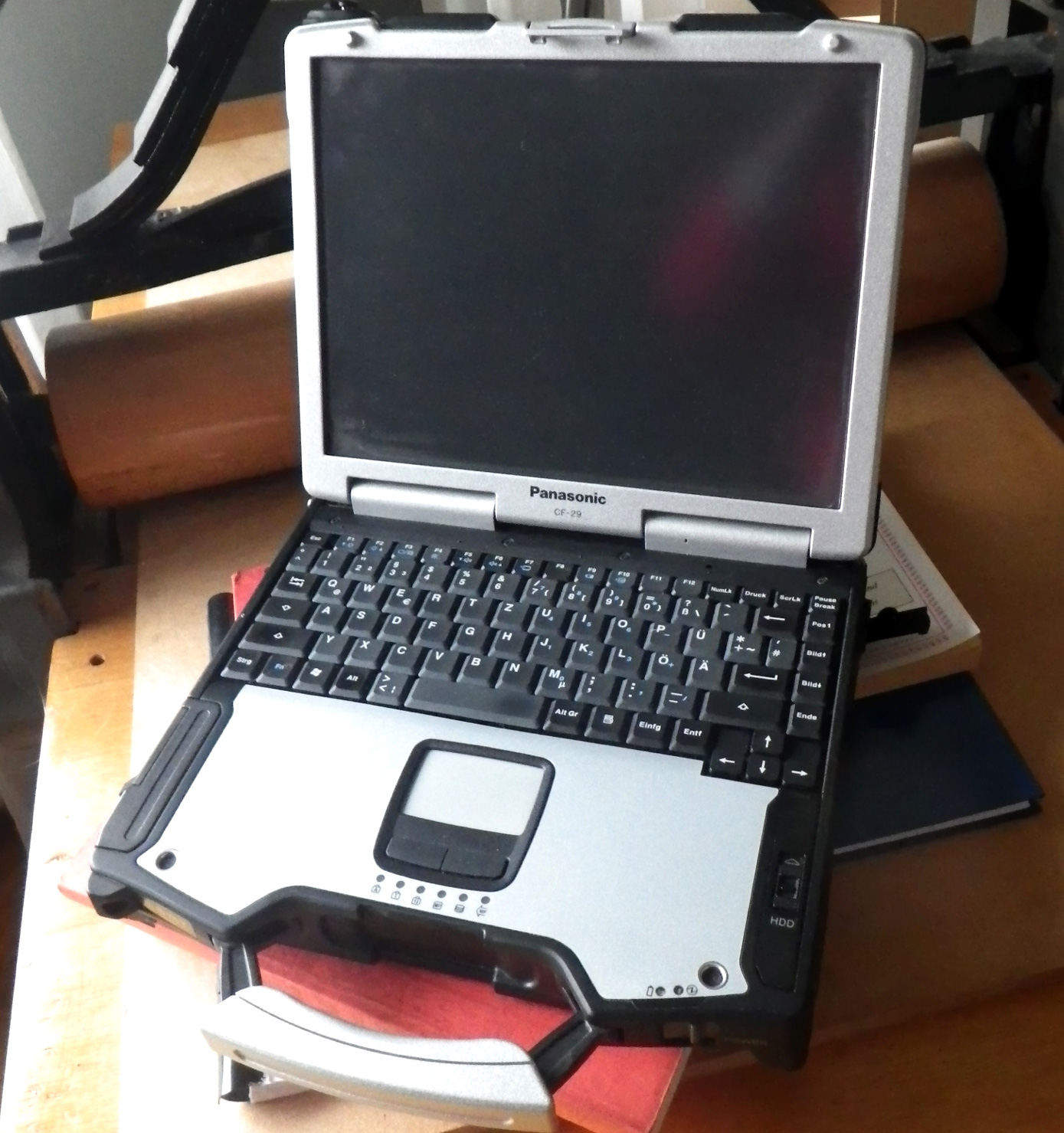
Panasonic Toughbook CF-29

Toughbook (Тафбук) — семейство промышленных ноутбуков и других портативных компьютеров производства японской компании Panasonic, предназначенных для эксплуатации в неблагоприятных для электроники условиях. Эти ноутбуки, в частности, стоят на вооружении США и Израиля.

## История

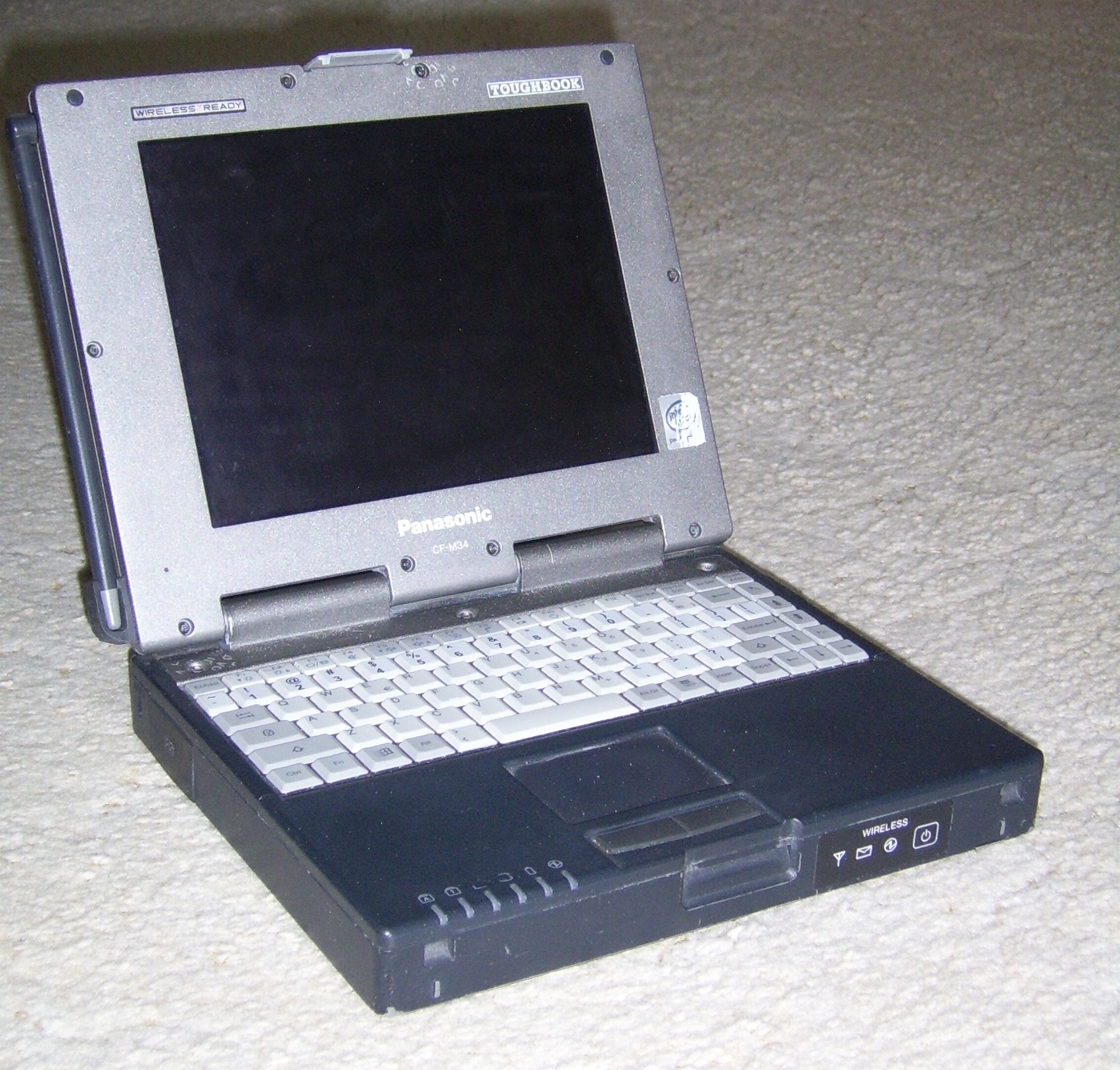
Toughbook CF-M34, модель 1999 года на базе Pentium III

Первым ноутбуком, вышедшим под брендом Toughbook, была модель CF-25, появившаяся в 1996 году.

## Ассортимент

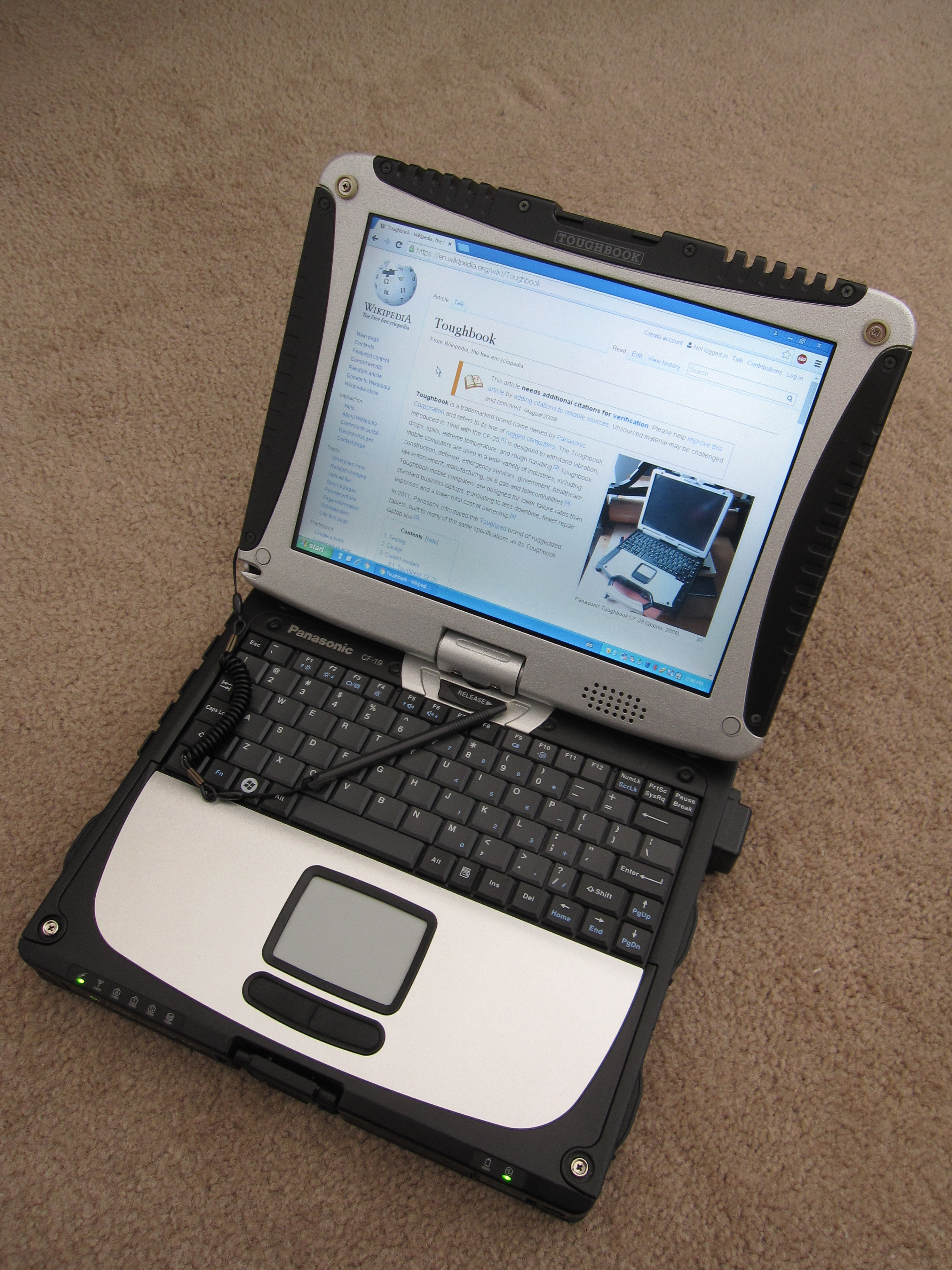
Toughbook CF-19 Mk.1

Линейка Toughbook состоит из ноутбуков трёх классов:
- Лёгких ноутбуков для делового применения, защищённых от ударов и падений (business-rugged). Они выдерживают падения с высоты до 76 см, в том числе без последствий для жёсткого диска и содержащейся информации, их клавиатуры защищены от брызг и случайного разливания жидкости.
- Ноутбуков полузащищенного (semi-rugged) класса, к которым относится, в частности, серия CF-5x (CF-51, CF-52, CF-53). Эти устройства по защите от ударов и вибрации соответствуют требованиям военных стандартов MIL-STD-810G, клавиатура и сенсорная панель защищены от воды. Эти ноутбуки предлагаются для работы в промышленных условиях, в основном подразумевающих рабочие помещения, мастерские, заводские цеха. Диапазон рабочих температур расширен до −10°С..+50°С.
- Ноутбуков защищенного (fully-rugged) класса, включающих серии CF-1x, CF-2x и CF-3x. Кроме соответствия защиты от вибраций и ударов военным стандартам MIL-STD-810G эти устройства, вдобавок, имеют повышенную прочность благодаря корпусу из магниевого сплава, выдерживают падение с высоты до 180 см, а также защищены от пыли и влаги в соответствии с требованиями стандарта IP-65 (полное исключение проникновения пыли, защита от струй воды с любых направлений). Температурный диапазон работы составляет −20°С..+60°С. Некоторые модели могут использоваться в качестве планшетов, для чего имеют полноповоротный сенсорный экран и оборудованы стилусами.

В зависимости от класса защиты, размера диагонали экрана и форм-фактора сохраняется одно и то же обозначение модели, но периодически выпускаются её обновлённые конфигурации. Например, выпускавшийся в 2006—2012 годах Toughbook CF-19 имел разновидности Mark 1 — Mark 8.
Также в состав линейки продуктов Toughbook входят планшеты Toughpad и ряд дополнительных аксессуаров.